# Азиатские токи
Азиатские токи (лат. Ocyceros) — род птиц из семейства птиц-носорогов (Bucerotidae), обитающих на Индийском субконтиненте.
Выделен Элланом Октавианом Хьюмом в 1873 году.

## Классификация
Международный союз орнитологов включает в род 3 вида:
- Ocyceros griseus (Latham, 1790) — Малабарский ток
- Ocyceros gingalensis (Shaw, 1812) — Цейлонский серый ток[3]
- Ocyceros birostris (Scopoli, 1786) — Индийский серый ток[4]

## Галерея

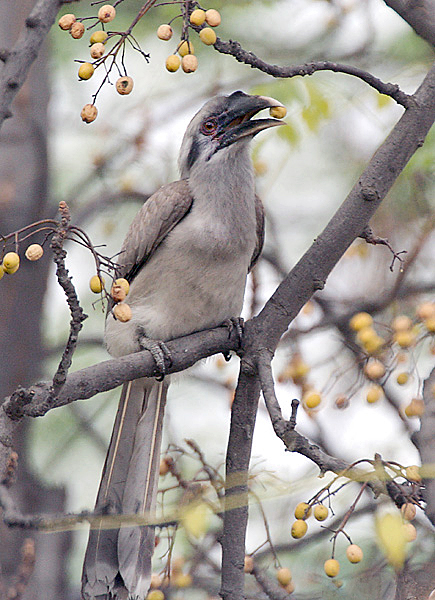
Индийский серый ток (Ocyceros birostris) в Хардваре, штат Уттаракханд, Индия.
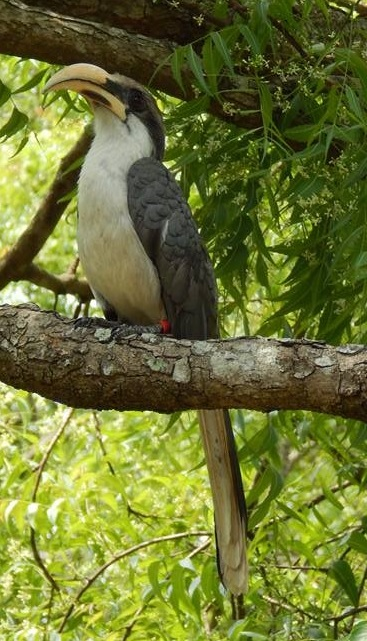
Цейлонский серый ток (Ocyceros gingalensis)
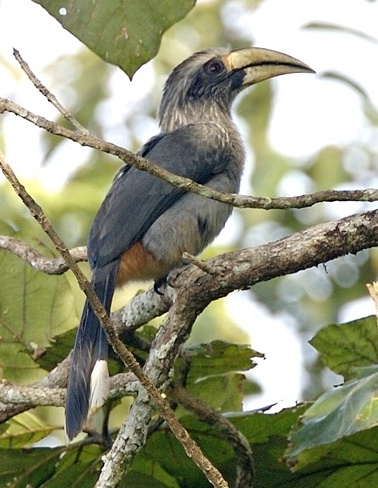
Самка малабарского тока (Ocyceros griseus)
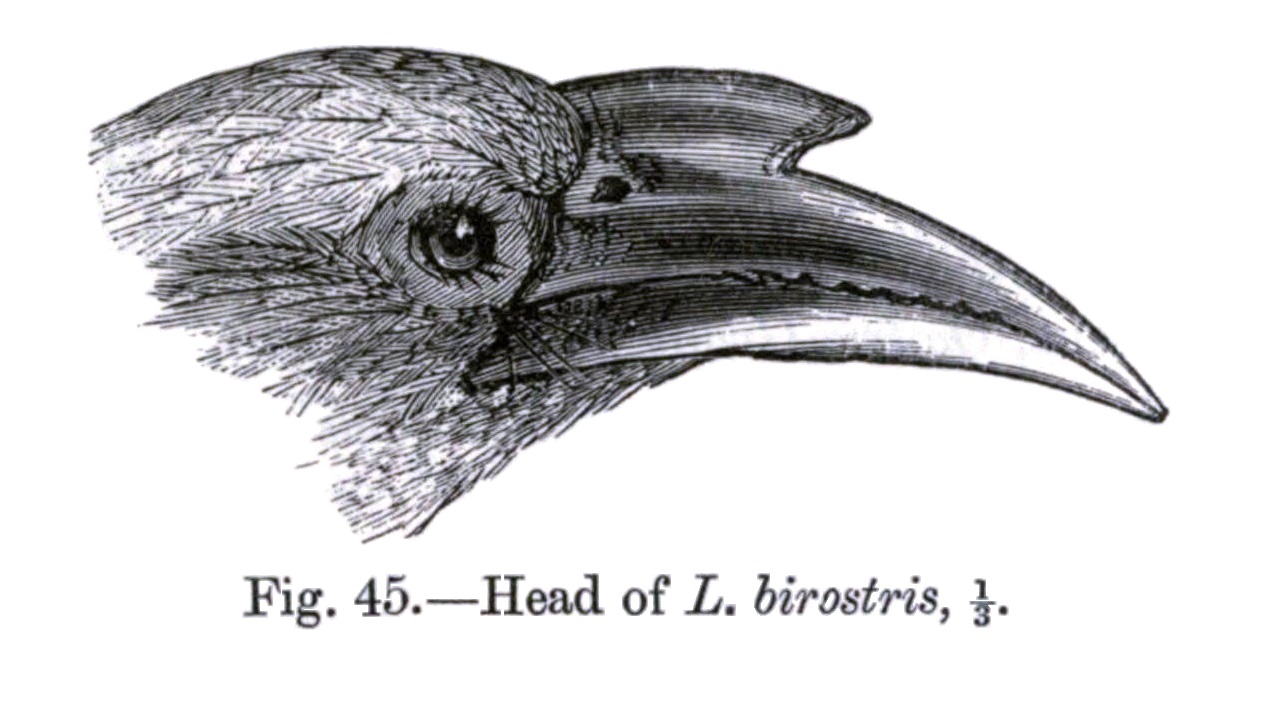
Индийский серый ток
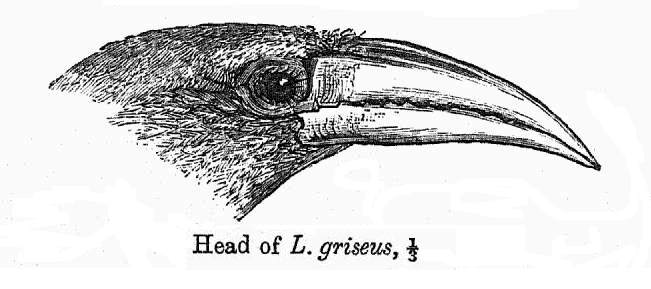
Малабарский ток